# دسترس‌پذیری

نماد بین‌المللی دسترسی با نشانه صندلی چرخدار

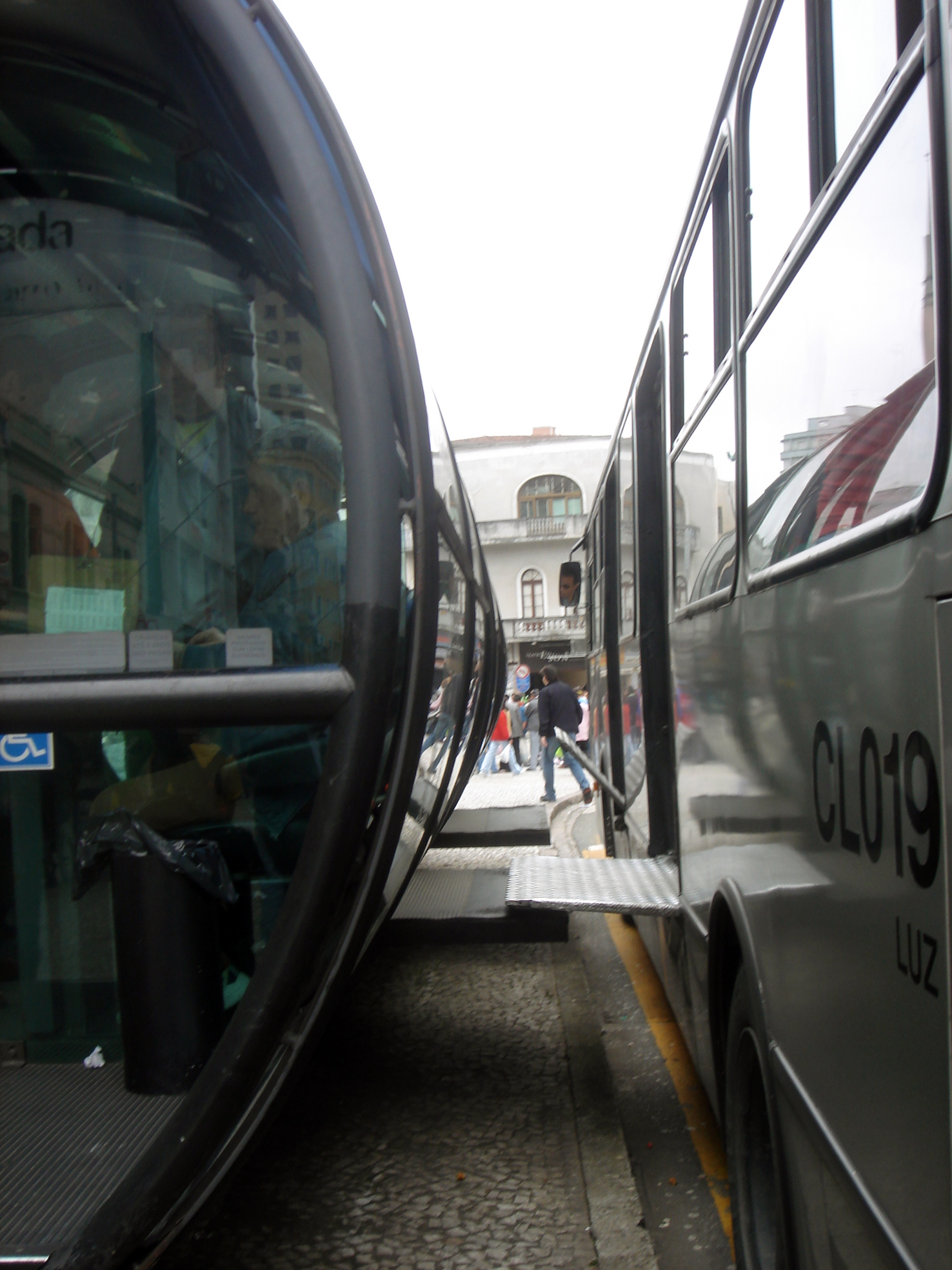
در برزیل همه اتوبوس‌هایی که در سامانه ترابری عمومی این کشور فعالیت می‌کنند، برای معلولان جسمی-حرکتی مناسب‌سازی شده‌اند.

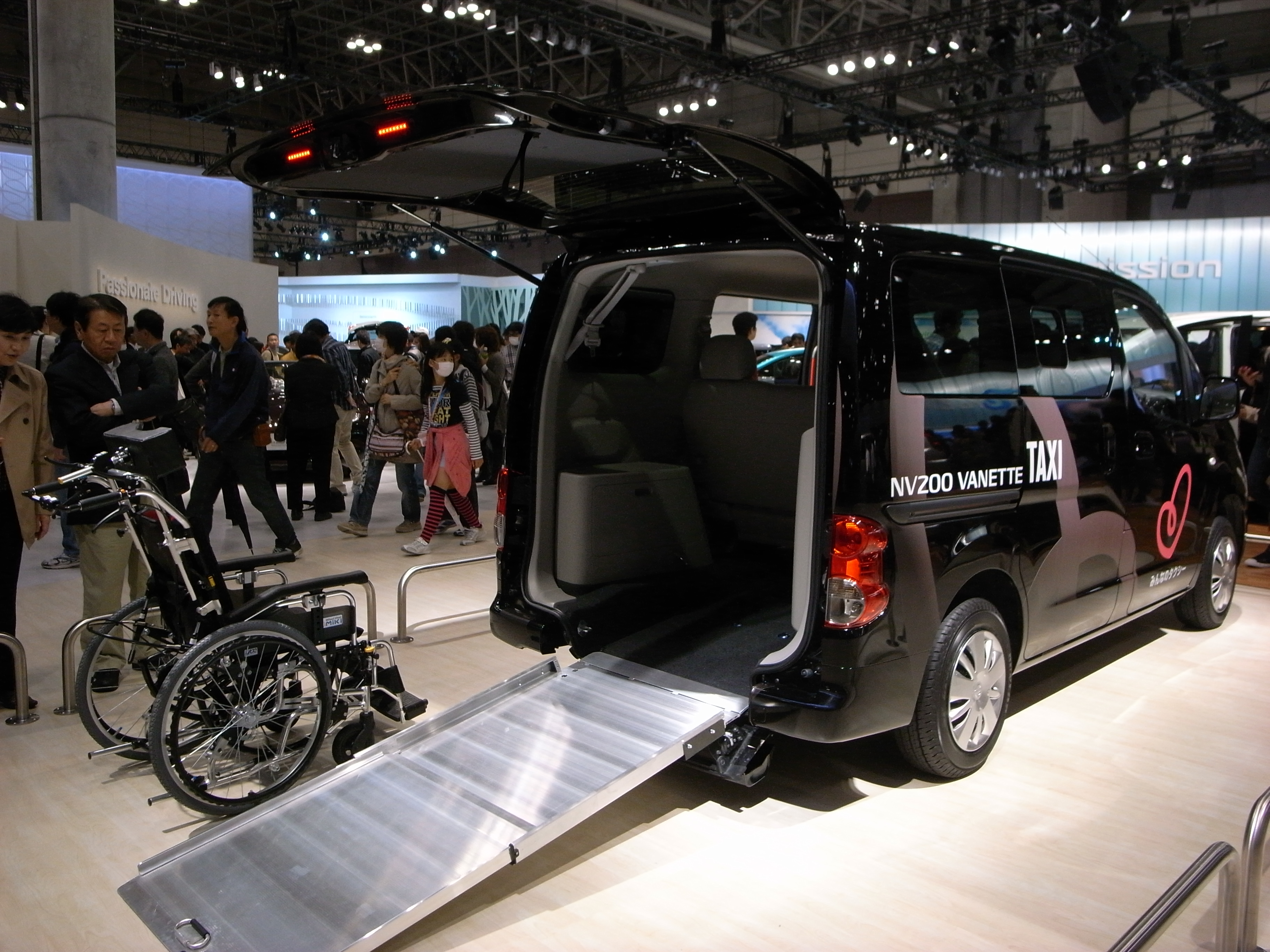
یک تاکسی دسترس‌پذیر برای معلولان در نمایشگاه اتومبیل توکیو، سال ۲۰۰۹.

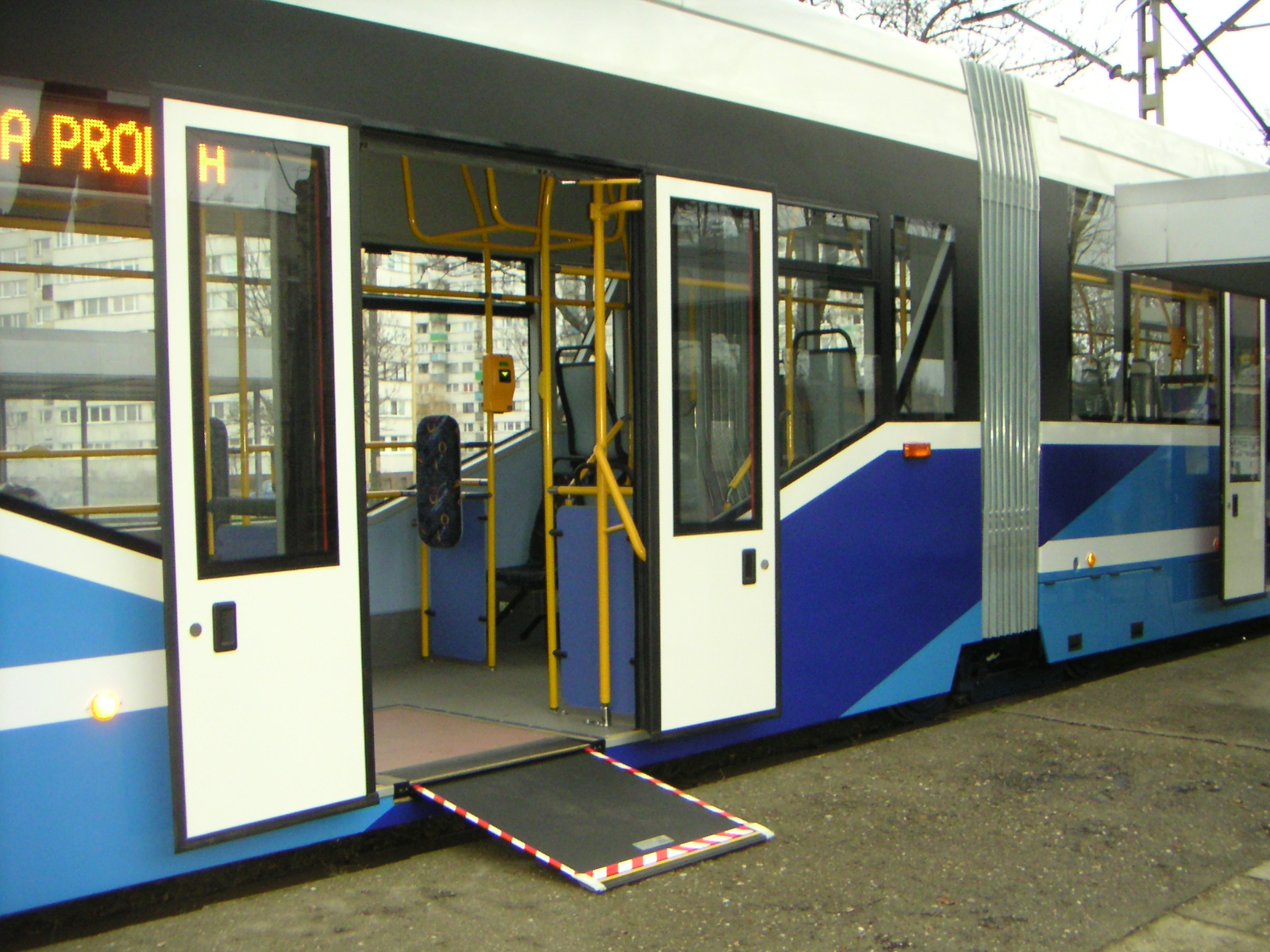
نمونه‌ای از یک اتوبوس تراموای که با اتصال یک رمپ مناسب‌سازی شده‌است.

دسترس‌پذیری یا دست‌یابی‌پذیری عبارت کلی به معنی بیشینه میزانی است که یک سامانه یا یک ابزار، برای بیشترین شمار استفاده‌کنندگان دسترسی‌پذیر باشد. به عبارتی دیگر، دسترسی‌پذیری میزان و درجه آسان بودنِ دسترسی است، چیزی که با آن بتوان به یک جایگاه مشخص، از هر مسیر و جایگاهی رسید و «دسترسی» داشت. دسترسی‌پذیری نباید با کارایی اشتباه گرفته شود چیزی که آسانی استفاده شدن یک ابزار، یک فضا یا یک سرویس، برای هر کاربر را شرح می‌دهد. دسترسی‌پذیری می‌تواند به صورت قابلیت دسترسی برای به کار انداختن یک سامانه یا یک ابزار، برای سود و هدفی خاص هم تعریف شود.
معنای دیگر «دسترسی‌پذیری»، در زمینه ناتوانی‌های جسمی افراد و حق آنها برای دسترسی به هر سامانه یا ابزار مانند نرم‌افزارهای خواننده صفحه‌های وب، صندلی‌های چرخ‌دار است که به آنها کمک می‌کند تا به حق دسترسی خود برسند.